# (75569) IRSOL
(75569) IRSOL est un astéroïde de la ceinture principale.

## Description
(75569) IRSOL est un astéroïde de la ceinture principale. Il fut découvert le 2 janvier 2000 à Gnosca par Stefano Sposetti. Il présente une orbite caractérisée par un demi-grand axe de 2,48 UA, une excentricité de 0,20 et une inclinaison de 6,1° par rapport à l'écliptique.

## Compléments